# بیشتینوو
بیشتینوو (انگلیسی: Bishtinovo) یک شهرک در شهرستان بلاگووشچنسکی باشقیرستان کشور روسیه است.